# The Buccaneers (film, 1924)

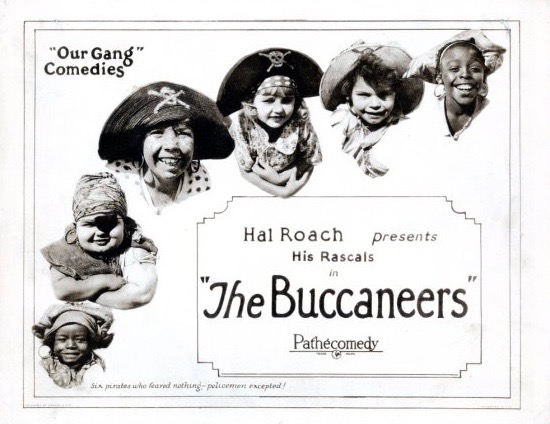
Carte promotionnelle du film

Pour les articles homonymes, voir The Buccaneers.
The Buccaneers est un film américain réalisé par Robert F. McGowan et sorti en 1924. Il s'agit du 23e épisode de la série Les Petites Canailles.

## Fiche technique
- Titre alternatif : Our Gang
- Réalisation : Robert F. McGowan
- Scénario : Hal Roach, H. M. Walker
- Producteur : 	Hal Roach
- Distributeur : Pathé Exchange
- Genre : Comédie[1]
- Durée : 19 minutes (2 bobines)[2]
- Date de sortie : 9 mars 1924

## Distribution

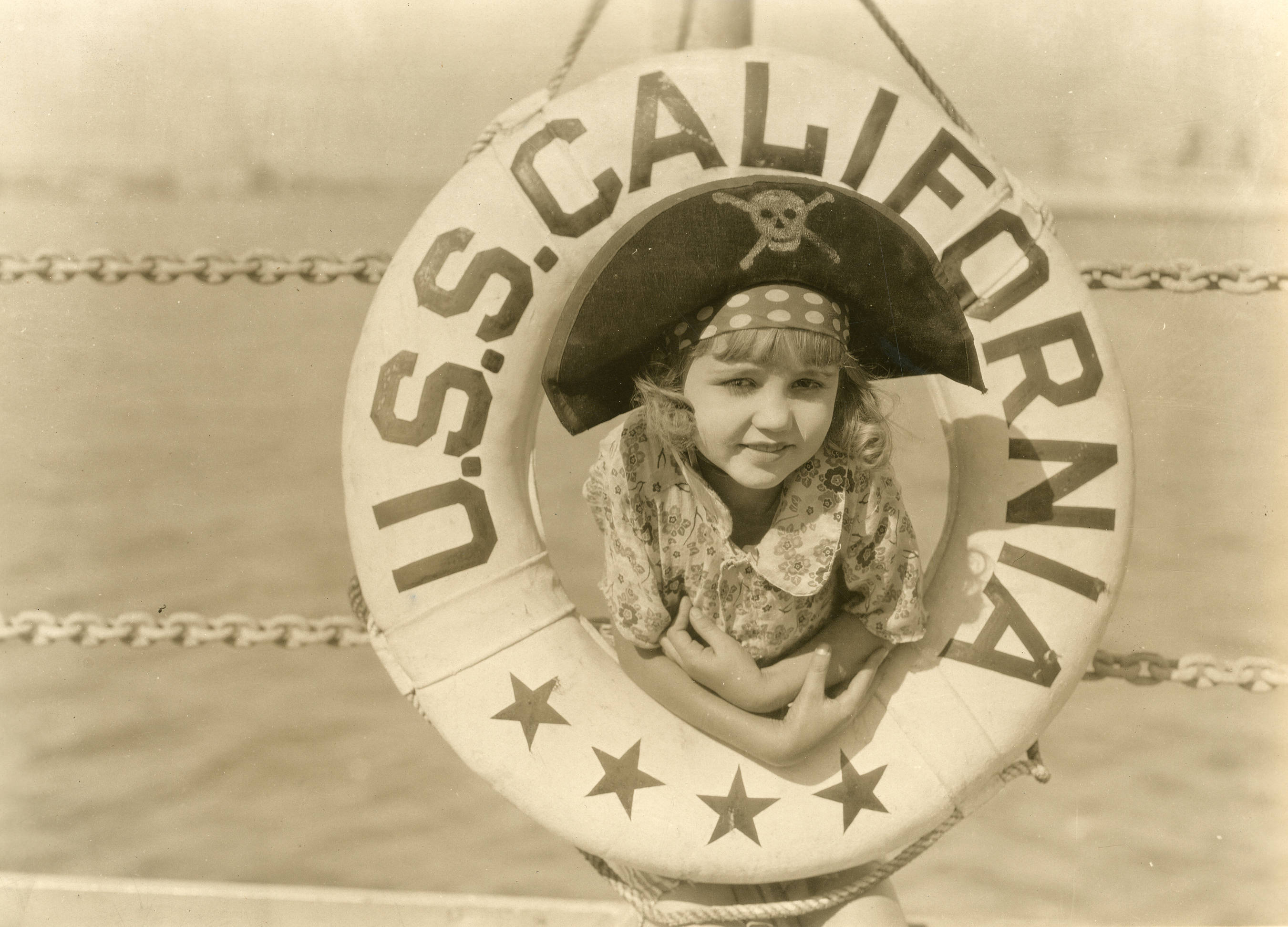
Mary Kornman.

- Les Petites Canailles :
  - Joe Cobb : Joe
  - Jackie Condon : Jackie
  - Mickey Daniels : Mickey
  - Allen Hoskins : Farina
  - Mary Kornman : Mary
  - Ernie Morrison : Sunshine Sammy
  - Andy Samuel : Andy

- Allen Cavan : Capt. Whelan
- Dick Gilbert : officier de police
- Earl Mohan : officier naval